# Rafael Hernando Fraile
 Rafael Hernando (desambiguación)
Rafael Antonio Hernando Fraile (Guadalajara, 13 de noviembre de 1961) es un político español del Partido Popular, senador por Almería desde 2019. Anteriormente, ya fue senador por Guadalajara entre 1989 y 1993, así como diputado por Almería en el Congreso de los Diputados entre 1993 y 2019, donde llegó a ser portavoz del Grupo Popular. Asimismo, también ha sido diputado en las Cortes de Castilla-La Mancha y concejal en el Ayuntamiento de Guadalajara.

## Biografía
Licenciado en Derecho por la Universidad de Alcalá, y con un máster en Administración y Dirección de Empresas por ICADE, está divorciado y tiene tres hijos.
Empezó su carrera política como concejal de Guadalajara entre los años 1983 y 1987. En las elecciones autonómicas de ese año consiguió un escaño como diputado regional de Castilla-La Mancha que mantuvo hasta 1989. En las generales de 1989 fue elegido senador por Guadalajara, cargo que ostentó hasta las siguientes elecciones generales, las de 1993, en las que resultó elegido diputado por Almería, puesto que ocupó hasta 2019.
Durante tres años, entre 1987 y 1990, presidió las Nuevas Generaciones del Partido Popular, y unos años después fue elegido coordinador de Comunicación y portavoz del Partido Popular en el XIII Congreso de la formación popular.
Tras la designación de Alfonso Alonso como ministro de Sanidad de España, el 16 de diciembre de 2014 Mariano Rajoy le nombró portavoz del Grupo Parlamentario Popular en el Congreso de los Diputados, a un año del final de la X Legislatura.
Tras el cambio de liderazgo en el Partido Popular en 2018, el nuevo presidente popular, Pablo Casado, le sacó de las listas del Congreso, incluyéndolo en las del Senado, donde fue elegido senador por Almería en las elecciones de abril y noviembre de 2019. En ambas ocasiones, fue elegido secretario de la Mesa del Senado, primero como secretario cuarto en la XIII legislatura y después como secretario tercero para la XIV legislatura.
Para las elecciones generales de 2023 y, de nuevo, tras un cambio de liderazgo en el partido, el presidente Alberto Núñez Feijóo le incluyó en las listas del Congreso de los Diputados, como número dos por Almería. Consiguió ser elegido.

## Polémicas
Es conocido por sus polémicas declaraciones fuera de tono.
- En julio de 2005, tras la sesión en la que se rechazó la propuesta del PP de que el Gobierno compareciera en el Congreso para explicar su respuesta ante el incendio de Guadalajara, trató de agredir al entonces portavoz parlamentario del PSOE, Alfredo Pérez Rubalcaba.[9] Carme Chacón, Ángel Acebes y Eduardo Zaplana tuvieron que sujetar a Hernando y lo alejaron del lugar.
- Polémica fue su intervención en una tertulia televisiva del programa El Cascabel en el que criticó a los familiares de víctimas del franquismo al decir: "algunos se han acordado de sus padres, parece ser, cuando había subvenciones para encontrarlo".[10][11][12] El colectivo de víctimas del franquismo presentó un recurso de amparo ante el Tribunal Constitucional tras el archivo del Supremo de la causa que interpusieron contra Rafael Hernando y el canal 13TV.[13]
- En diciembre de 2012 negó el cambio climático aduciendo que esos "postulados" responden a "ecocomunismo que profetiza lo mismo que eso de que el próximo 21 de diciembre se va a acabar el mundo".[14]
- En octubre de 2012 llamó al juez Santiago Pedraz "pijo ácrata", comentario del que tuvo que disculparse poco después.[15]
- En diciembre de 2014 fue condenado a pagar 20 000 € al partido político UPyD por vulnerar el honor del mismo y acusarle de financiarse ilegalmente.[16]
- Afirmó que “El servicio de salud universal no está para todo el universo y el gratis total no existe”, en respuesta a un diputado del PSOE que había reprochado al Gobierno la medida del PP que dejó sin sanidad gratuita a los inmigrantes en situación irregular.
- En cambio no tuvo inconveniente, siendo diputado, en solicitar becas para sus hijos que estudiaban en uno de los colegios más caros de Alcobendas.[17]
- Comparó a Andalucía con Etiopía por la medida del ejecutivo andaluz, entonces del PSOE, de dar de comer a los niños más necesitados y con carencias alimentarias.[18]
- Acusó a la Plataforma de Afectados por la Hipoteca (PAH) de “alentar a una izquierda radical que favorece e impulsa la violencia y que ha coqueteado en el pasado, e incluso en la actualidad, con otras organizaciones próximas al terrorismo”.
- Sobre el exjuez Baltasar Garzón dijo: "Parece que ha pasado de juez prevaricador a payaso ilustrado".
- En agosto de 2013 dijo que la Segunda República "llevó a un millón de muertos", y pidió que quienes exhiban banderas republicanas sean expulsados de respectivos partidos "por atentar contra la sensibilidad de otras personas". Aseguró además que hay quien puede considerar "legítima" la enseña de la dictadura franquista "porque estuvo 40 años".[19]
- Rafael Hernando llamó al vicepresidente segundo del Gobierno Pablo Iglesias, "coletas" y le acusó de ser responsable de los fallecidos en las residencias de ancianos por la pandemia del Covid 19.  La respuesta de Iglesias fue que el hecho de que "el propio consejero de Ayuso tache de 'inmoral e ilegal' la orden que prohibió trasladar a los ancianos de las residencias a los hospitales, debería bastar para que Ayuso dimitiera".[20][21]
- Afirmó en 2023 que la víctima de ETA Gregorio Ordóñez diría al candidato del PSOE a las elecciones generales de julio de 2023, Pedro Sánchez, la frase "que te vote Txapote". La presidenta del Colectivo de Víctimas del Terrorismo, Consuelo Ordóñez, protestó por la utilización electoral del asesino de su hermano.[22]
- En 2023 en un mensaje en su perfil en redes sociales se dirigió a varias ministras socialistas con la expresión «a ver, bonita» que provocó la respuesta de la portavoz de la Ejecutiva Federal del PSOE y ministra de Educación, Pilar Alegría que la calificó de «machismo repugnante».[23]
- Demandó ante la Justicia al dibujante de cómic Alberto González Vázquez, autor de 'Todos los hijos de puta del mundo' publicado en 2016 pero fue rechazada la demanda.[24]

## Cargos desempeñados
- Concejal del Ayuntamiento de Guadalajara (1983-1987).
- Diputado por Guadalajara en las Cortes de Castilla-La Mancha (1987-1989).
- Presidente de Nuevas Generaciones del Partido Popular (1987-1990).
- Senador por Guadalajara (1989-1993).
- Diputado por Almería en el Congreso de los Diputados (desde 1993).
- Portavoz adjunto del Grupo Popular en el Congreso de los Diputados (2011-2014).
- Portavoz del Grupo Popular en el Congreso de los Diputados (2014-2018).
- Presidente del Comité de Derechos y Garantías del Partido Popular (2018-actualidad).